# Ali Bendayan
Ali Bendayan (en arabe : علي بندايان), plus connu sous le nom Aliouate, né en 1943 à Casablanca, est un footballeur international marocain évoluant au poste de attaquant du début des années 1960 jusqu'en 1971.
En 1960, il rejoint le centre de formation du Raja Club Athletic, géré alors par Abdelkader Jalal. En 1963, il intègre l'équipe première sous l'impulsion du Père Jégo et forme rapidement, avec Houmane Jarir et Said Ghandi, une triplette redoutable tant au Raja qu'en équipe nationale. Il perd deux finales de Coupe du Trône en 1965 et 1968 et manque le championnat de peu à plusieurs reprises. En 1971, après la crise de gestion qui a touché le club, il raccroche les crampons.
En équipe nationale, il fait ses débuts en janvier 1963 contre la Suisse, et devient en juillet 1963 le premier joueur du Raja à marquer avec l'équipe nationale, et ce contre la Tunisie au titre des qualifications à la Coupe d'Afrique 1963. Il est sélectionné par Mohamed Massoun pour jouer les Jeux olympiques d'été de 1964 organisés à Tokyo après avoir été décisif lors des qualifications. Aliouate dispute les 90 minutes des deux rencontres contre la Hongrie et la Yougoslavie, qui figuraient alors parmi les meilleures équipes du monde. En 1967, il participe aux Jeux méditerranéens de 1967 à Tunis.

## Biographie

### En club

#### Débuts
Ali Bendayane voit le jour en 1943 dans l'ancienne médina de Casablanca. Il effectue ses études au collège Jules Ferry et joue au football dans les petites équipes du quartier.
En 1960, le Père Jégo envoie des formateurs chez ses parents pour les convaincre d'inscrire leurs fils dans l'école de football du Raja Club Athletic, le club qu'il aimait. Sous l'encadrement de Abdelkader Jalal, il débute avec les minimes puis intègre les cadets au poste d'avant centre. Ses coéquipiers l'appellent Aliouate en déformation de son prénom Ali.
En 1963, le Père Jégo le convoque en équipe première à l'aide d'un certificat médical attestant qu'il pouvait jouer avec les séniors, à cause de sa taille jugée petite. Il profite de cette taille pour le faire jouer comme ailier gauche.

#### Confirmation

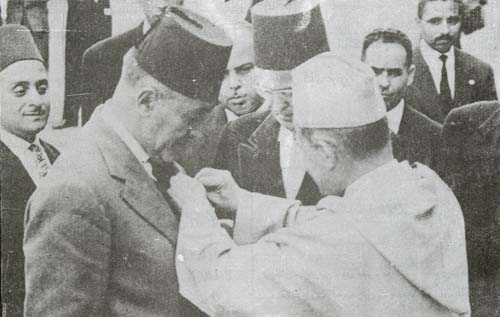
C'est le Père Jégo qui lance Aliouate en équipe première

Il joue son premier match contre le Kawkab Marrakech en championnat 1962-1963 et marque un doublé (victoire 2-0). Lors de son deuxième match au Stade Philip, le Raja se retrouve mené 0-3 contre le Hassania Agadir à la mi-temps, mais parvient à remonter le score et remporter le match 4-3. Cette saison, l'équipe achève le championnat en 3e position et sort des quarts de finale en Coupe du trône.
Il forma alors avec Houmane Jarir et Said Ghandi une des plus célèbres triplettes de cette époque tant au Raja qu'en équipe nationale.
Lors des quarts de finale de la Coupe du trône 1964-1965, Aliouate inscrit le but victorieux contre le Wydad pour aller en demi-finale. Le Raja bat le Raja de Beni Mellal grâce à but de Mohamed Bhaïja et se qualifie pour la première finale de son histoire. Le 13 juin 1965 au Stade d'honneur, ils font face au Kawkab de Marrakech sans leur maître à jouer Hamid Bahij en raison de conflits avec le comité. Les Merrakchis s'imposent 3-1 et alignent leur troisième titre consécutif de la compétition.
En 1965-1966, le Raja et le Wydad se disputent le championnat jusqu'à la dernière journée, mais ce sont les Rouges qui remportent le titre.
Le Raja finit troisième lors des saisons 1966-1967 et 1967-1968. Le 14 juillet 1968 au Stade d'honneur, le Raja fait face au Racing AC en finale de la Coupe du trône. Le Racing remporte la compétition pour la toute première fois de son histoire et les Rajaouis, toujours incapables de s'adjuger leur premier titre majeur, s'inclinent sur le score de 1-0.

#### Une saison au Wydad
Il joue la saison 1968-1969 au Wydad AC et les aide à remporter le championnat. Malgré ce titre, il retourne rapidement auprès de son club de cœur,.

#### Conflits internes et retraite
Cependant, lors de son retour en 1969, des tensions internes éclatent et le club est scindé en deux factions: les fondateurs, à leur tête Boujemaâ Kadri, Laâchfoubi El Bouazzaoui et Karim Hajjaj, et les avocats menés par Abdellatif Semlali, Abdelouahed Maâch et Mustapha Abied, qui constituent la nouvelle génération de dirigeants. Les joueurs se retrouvent alors pris entre deux feux et la plupart se résignent à choisir un camp.
Après une saison 1969-1970 tumultueuse que l'équipe réussit tant bien que mal à finir en troisième place, les avocats finissent par s'imposer et le club est réunifiée. Resté à l'écart de ce conflit, Bendayan prend sa retraite en 1971.

### En sélection
Le 13 janvier 1963, il fait ses débuts en équipe nationale contre la Suisse. Le 2 juillet 1963, il devient le premier joueur du Raja à marquer avec l'équipe nationale en plantant le deuxième but contre la Tunisie au titre des qualifications à la Coupe d'Afrique 1963 (4-2).
Le 10 mai 1964 à Addis-Abeba, Aliouate marque le but victorieux contre l'Éthiopie au titre du match aller des barrages pour le Jeux olympiques d'été de 1964 (0-1). Les marocains remporte le match retour à Casablanca et se qualifient pour leurs premiers Jeux. A Tokyo, les Lions de l'Atlas essuient deux défaites face à la Hongrie (6-0) et la Yougoslavie (3-1), deux des meilleures équipes nationales du monde à cette époque et respectivement médaillé de bronze et d'or lors des Jeux précédents,. Bendayan a disputé les 90 minutes des deux rencontres,.
Du 7 septembre au 17 septembre 1967, il participe aux Jeux méditerranéens de 1967 à Tunis,.
Aliouate totalise avec la sélection A 28 sélections et 11 buts.

## Palmarès
Wydad AC
- Championnat du Maroc
  - Champion en 1969

 Raja CA
- Championnat du Maroc
  - Vice-champion en 1966.
- Coupe du Trône
  - Finaliste en 1965 et 1968.